# OmniTone Records
OmniTone Records is een Amerikaans platenlabel, dat jazzmuziek uitbrengt, vooral modern creative en nieuwe geïmproviseerde muziek. Het label werd in 1999 opgericht door ex-diskjockey Frank Tafuri, die een jazzprogramma had op een radiozender in Cincinnati. Ook was Tafuri eerder actief voor de jazzlabels Black Saint en Soul Note. Een sublabel van OmniTone is Tone Science. Musici wier werk op OmniTone Records uitkwam zijn onder meer Lee Konitz, David Liebman, Cameron Brown, Cuong Vu, Marty Ehrlich, Oscar Noriega, Russ Johnson, Frank Kimbrough & Joe Locke, Tom Varner en John McNeil.
In Europa wordt het label gedistribueerd door IRD (Italië), Gigi (Polen) en Trem Azul (Portugal).